# Referendum w Szwajcarii w 2011 roku
Referendum w Szwajcarii w 2011 roku – referendum przeprowadzone 3 lutego 2011 roku w Szwajcarii, dotyczące inicjatywy „Dla ochrony przed przemocą z użyciem broni” («Für den Schutz vor Waffengewalt»).

## Inicjatywa
4 września 2007 rozpoczęło się zbieranie podpisów przez około 70 organizacji. Do 23 lutego 2009 zebrano 106'037 podpisów które umożliwiły referendum. Miało dotyczyć zmiany artykułu 107 Konstytucji Szwajcarii („Broń i materiały wojenne”) oraz dodaniu nowego artykułu 118a („Ochrona przed przemocą z bronią palną”).
Inicjatywa zakłada że:
- Broń rezerwistów nie może już być trzymana w domu po zakończeniu czasu służby, lecz być przechowywana w zbrojowniach («Zeugheis»).
- Posiadanie broni powinno poprzedzone wstępną selekcją zdolności i konieczności posiadacza broni;
- Każda broń powinna być zarejestrowana.

Projekt spotkał się z poparciem partii z lewej strony sceny politycznej (SP Socjaldemokratyczna Partia Szwajcarii, CSP Partia Chrześcijańsko-Socjalna i Zieloni) oraz ze sprzeciwem z prawej strony (SVP Szwajcarska Partia Ludowa, „FDP.Liberałowie”, CVP Chrześcijańsko-Demokratyczna Partia Ludowa Szwajcarii oraz BDP Obywatelska Partia Demokratyczna).

## Sondaże
Według sondaży ze stycznia 2011 roku, inicjatywę poparło 45% ankietowanych, przy 34% sprzeciwu i dość wysokim odsetku niezdecydowanych wynoszącym 21%.
Drugi sondaż odbył się dwa tygodnie przed referendum i był bliższy realnym wynikom, przy 47% głosów za do 45% głosów przeciw.

## Wyniki
| Kanton                 | Za (%) | Przeciw (%) | Frekwencja (%) |
| ---------------------- | ------ | ----------- | -------------- |
| Zurych                 | 50,4   | 49,6        | 49,6           |
| Berno                  | 40,6   | 59,4        | 52,6           |
| Lucerna                | 40,1   | 59,9        | 50,2           |
| Uri                    | 29,4   | 70,6        | 43,5           |
| Schwyz                 | 29,1   | 70,9        | 51,3           |
| Obwalden               | 28,1   | 71,9        | 53,9           |
| Nidwalden              | 31,2   | 68,8        | 52,6           |
| Glarus                 | 30,2   | 69,8        | 41,7           |
| Zug                    | 42,8   | 57,2        | 53,6           |
| Fryburg                | 41,1   | 58,9        | 46,6           |
| Solura                 | 35,0   | 65,0        | 48,8           |
| Bazylea-Miasto         | 58,9   | 41,1        | 49,0           |
| Bazylea-Okręg          | 45,2   | 54,8        | 49,8           |
| Szafuza                | 39,0   | 61,0        | 64,6           |
| Appenzell Ausserrhoden | 37,8   | 62,2        | 51,7           |
| Appenzell Innerrhoden  | 27,7   | 72,3        | 44,4           |
| St. Gallen             | 39,2   | 60,8        | 47,8           |
| Gryzonia               | 35,0   | 65,0        | 44,1           |
| Argowia                | 38,6   | 61,4        | 46,4           |
| Turgowia               | 34,5   | 65,5        | 49,7           |
| Ticino                 | 36,5   | 63,5        | 44,3           |
| Vaud                   | 53,7   | 46,3        | 49,3           |
| Valais                 | 38,1   | 61,9        | 50,8           |
| Neuchâtel              | 53,2   | 46,8        | 46,8           |
| Genewa                 | 61,0   | 39,0        | 47,8           |
| Jura                   | 52,0   | 48,0        | 39,2           |
| Szwajcaria             | 43,7   | 56,3        | 48,8           |

Kolor zielony wskazuje kantony z większością zwolenników poprawki. Większość głosów poprawka zdobyła w zaledwie dwóch niemieckojęzycznych kantonach (miasto Zurych i miasto Bazylea oraz we wszystkich czterech kantonach francuskojęzycznych (Genewa, Neuchâtel, Vaud i Jura).

W 20 spośród 26 kantonów większość mieszkańców głosowała przeciwko projektowi a w 6 za. 56,3% wszystkich głosujących było przeciw. Kantonami, w których większość stanowili głosujący za, były Genewa, Bazylea-Miasto, Vaud, Neuchâtel, Jura oraz Zurych, co oznacza że inicjatywa cieszyła się poparciem zachodniej, francuskojęzycznej części Szwajcarii przy silnym sprzeciwie kantonów niemieckojęzycznych.
W Szwajcarii przejście poprawki do konstytucji wymaga podwójnej większości – popierać poprawkę musi zarówno większość Szwajcarów jak i większość kantonów. Tym samym poprawka nie została przyjęta.